# イタウサ
イタウサ（Itaúsa Investimentos Itaú S.A）は、サンパウロ証券取引所に上場している持ち株会社・コングロマリットである。イタウサの主要な子会社には、ブラジルで11%のシェアを握り、ニューヨーク証券取引所に上場しているイタウ・ウニバンコ、建設業や家具の製造を行うデュラテックス、化学製品・石油化学を営むElekeiroz、コンピュータ関連のイタウテックがあり、企業グループとしてはブラジルで2番目に大きい。